# فيل غاليفان
فيل غاليفان (بالإنجليزية: Phil Gallivan) هو لاعب كرة قاعدة أمريكي، ولد في 29 مايو 1907 في سياتل في الولايات المتحدة، وتوفي في 24 نوفمبر 1969 في سانت بول في الولايات المتحدة.

## وصلات خارجية
- فيل غاليفان على موقعبيزبول رفرنس.كوم (الدوري الرئيسي) (الإنجليزية)
- فيل غاليفان على موقعبيزبول رفرنس.كوم (الدوري الثانوي) (الإنجليزية)